# Goljanovtsi
Goljanovtsi (bulgariska: Голяновци) är ett distrikt i Bulgarien.   Det ligger i kommunen obsjtina Kostinbrod och regionen Sofijska oblast, i den västra delen av landet, 15 km nordväst om huvudstaden Sofia.
Trakten runt Goljanovtsi består till största delen av jordbruksmark. Runt Goljanovtsi är det tätbefolkat, med 849 invånare per kvadratkilometer.